# Afaka szótagírás
Az afaka szótagírás (afaka sikifi) egy 56 írásjelből álló szótagírás, amelyet 1910-ben alkottak meg az ndyuka (endzsuka) nyelv számára, amely egy angol alapú kreol nyelv Suriname-ban. Az írás a feltalálójáról, Afáka Atumisi-ról kapta a nevét. A 21. században is használják a ndyuka nyelv leírására, de az írástudási arány a nyelvet beszélők körében minden írásrendszer esetében 10% alatt van.
Az afaka az egyetlen olyan írásrendszer, amelyet kifejezetten egy kreol nyelv számára fejlesztettek ki.

## Osztályozása
Az afaka egy hiányos írásrendszer. A hangmagasságot, vagy a mondatok végén lévő mássalhangzókat (orrhangok például [n]) nem jelölik, de a hosszú magánhangzókat igen, egy magánhangzó betű hozzáadásával. A prenazalizált mássalhangzók és a zöngéses mássalhangzók ugyanazokkal a betűkkel íródnak, az [u] és [o] magánhangzóval rendelkező szótagokat ritkán különböztetik meg: az [o]/[u], [po]/[pu] és [to]/[tu] szótagokat külön betűkkel írják le, de a [b, d, dy, f, g, l, m, n, s, y] mássalhangzókkal kezdődő szótagokat nem. Így az ndyuka Afaka-féle átírása Dyoka-ként is olvasható. Négy esetben nem különböztetik meg az [e] és [i] hangokkal kezdődő szótagokat (az [l, m, s, w] mássalhangzók után); egyetlen betűvel jelölik mind a [ba], mind a [pa] hangot, de az [u] és [ku] hangot más jellel. Számos mássalhangzónak csak egy írásjele van. Például a [ty], amelynek csak a [tya] alakú jelölése van; a [kw] (és a [kp]) hangokat csak a [kwa ~ kpa]; a [ny] hangot csak [nya] formában jelölik (bár régebbi feljegyzések szerint ezt a szótagjelet a [nyu] jelölésére is használták); és a [dy], amelyet csak [dyu/dyo] formában írnak le. A [gw] ~ [gb] mássalhangzók leírására nem létezik szótagjel. Ezeknek az összevonásoknak az eredménye, hogy az egyetlen olyan szótagok, amelyeknél nincs kétértelműség (a hangmagasság kivételével), azok, amelyek a [t] mássalhangzóval kezdődnek.

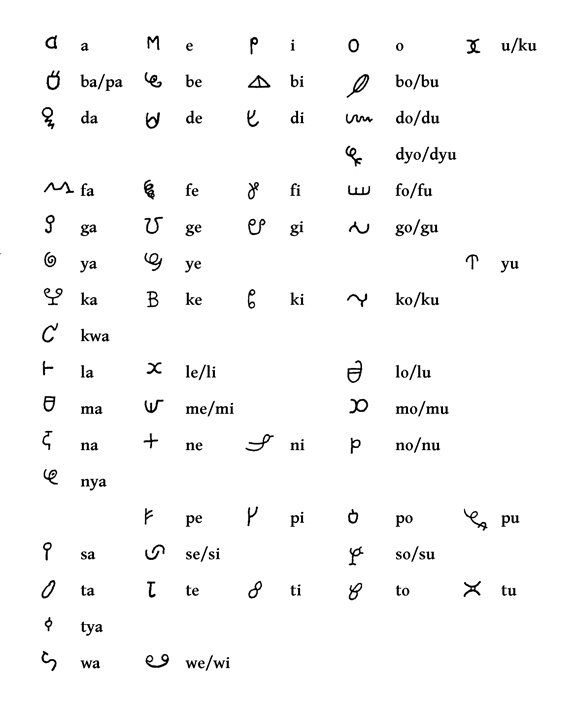
A szótagírás jeleinek George Gonggrijp által 1968-ban rögzített listája. Minden írásjelnek a végén van egy nazális hang (a-an, ba-ban stb.), a b, d, dy és g sorok az mb, nd, ndy és ng hangokat is jelölhetik. Az y sor a g és k között helyezkedik el, mert eredetileg a holland j betűvel írták le. A [nya] hurok belsejében lévő pont valószínűleg hiba, mivel összetévesztették a hasonló alakú be szótagjellel.

A szótagírás jelkészletében egyetlen írásjel, a függőleges vonal vagy | létezik, amely vesszőnek vagy pontnak felel meg. Az afaka kezdetben szóközöket használt a szavak között, de nem minden író folytatta ezt a gyakorlatot.

## Etimológia
Sok betű eredete tisztázatlan, bár többnek akrofónikus rébusznak tűnik, és ezek közül sok afrikai eredetű jelkép. A rébuszok példái között szerepel egy ponttal ellátott fürt, amely a hasban lévő babát jelképezi (ndyuka nyelven az abi beli, szó szerint „has van neki” (női nem), azt jelenti, hogy „terhes”), és a [be] hangot jelöli; két kinyújtott kéz, amely adni akar (ndyuka nyelven gi), a [gi] hangot jelöli; a "gyere" (angolul come, ndyuka nyelven kon) és menj (go) szótagjeleiben mind egyértelmű képi ábrázolás található meg, és ezzel együtt a [ko] vagy [kon] és [go] hangokat jelölik; két összekapcsolt kör a mi [wi] szó jele, a [yu] a pedig a [mi] fordítottja, ami a te és én névmásoknak felel meg; a kettő és négy szavak ndzsuka nyelven [tu] és [fo]. (ami olyan lenne, mintha angolul „2 4get” írnánk a „to forget” (elfelejteni) szóra.) A [ka] és [pi] szótagjelek állítólag a székletet (ndyuka kaka) és a vizeletet (pisi) jelenti. Az „+” jel a [ne] vagy [nen] hangot jelenti, a név szóból (Ndyuka nen), amely abból a szokásból ered, hogy az ember X-szel írja alá a nevét. Az [u] és [ku] furcsa összeolvadása annak köszönhető, hogy a betű egy pár kampó, (ndyuka nyelven uku). Az egyetlen betűk, amelyek a latin ábécének felelnek meg, az a, o és talán az e magánhangzók, bár az o betű a kiejtéskor a száj alakját tükrözi.

## Változatok és a szótagjelek sorrendje
Az afaka írással készült kézírásos szövegekben jelentős eltérések figyelhetők meg a szótagjelek között. Számos jel egy negyed fordulattal el van forgatva, néha pedig teljesen megfordítva; ezek a be, di, dyo, fi, ga, ge, ye, ni, nya, pu, se, so, te és tu szótagjelek, míg a lo, ba/pa és wa jelek tükörképként, a sa és to pedig egyszerűen megfordítva jelenhetnek meg. Egyes szótagjeleknek ívelt és szögletes változata is létezik: do, fa, ge, go, ko és kwa. Más változatok a vonások sorrendjének különbségeit tükrözik.

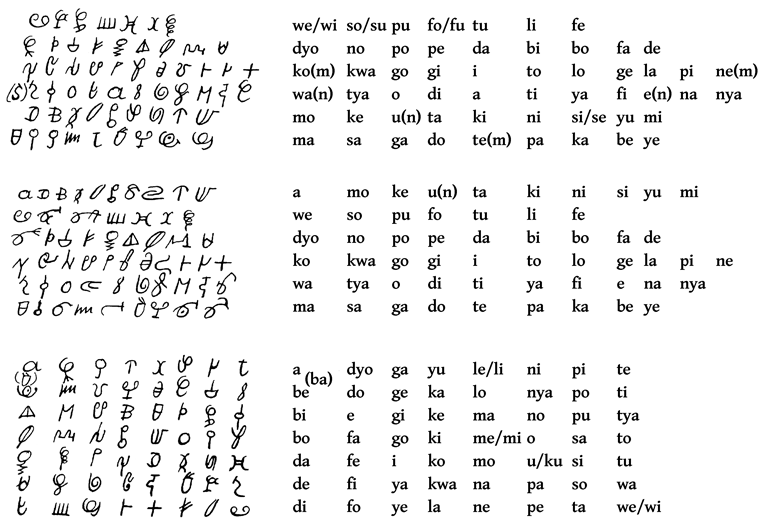
Az Afaka szótagírás három változata, ahogyan azt a Patili Molosi Buku rögzítette, 1917 körül. A legfelső a hagyományos sorrend. Azok a betűk, amelyek megtartják a végső nazális hangot, tükrözhetik eredetüket, például a ne(m) a „name” szóból és a ko(m) a „come” szóból. A középső abban különbözik, hogy az 5. sorból áll és az a szótagot a lista elejére helyezi. A két lista összehasonlításával láthatók a legjelentősebb allográfok, néhány betű el van forgatva, mások pedig szögletesebbek a középső szakaszban. Az alsó sor a holland ábécé szerint van elrendezve, tükrözve a holland j és oe betűket a modern ndyuka y és u betűknek megfelelően.

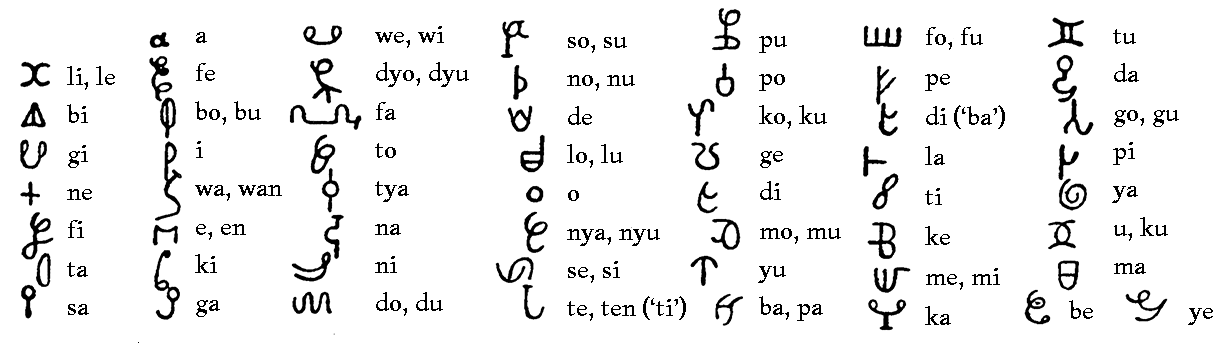
A szótagírás 1920-ban rögzített jelkészlete. A sorrend az eredeti, kivéve, hogy az [a] áll az első helyen. Három hiba található benne: hiányzik a kwa; a 4. oszlopban a te(n) ti(ng)ként van lefordítva, bár a ti újra megjelenik a 6. oszlopban; valamint a 6. oszlopban a [di] ba-ként van átírva, bár a di megjelenik az 5. oszlopban. (Az 5. oszlopban a ba/pa csak pa-ként volt átírva. Alul is zárva kellene lennie (talán ez a hiba a rögzítés során keletkezett) Emellett a 20. század második felében készült beszámolók már nem adják meg a [nyu]-t a [nya] alternatív olvasataként.

A hagyományos mnemonikus sorrend (ábécé sorrend) részben tükrözi egyes jelek eredetét. Például a tu és a fo („kettő” és „négy”), a yu és a mi („te” és „én”), valamint a ko és a go („gyere” és „menj”) egymás közelében helyezkednek el. Más szótagok egymás mellé vannak helyezve, hogy szavakat alkossanak: futu („láb”), odi („helló”) és ati („szív”), vagy akár kifejezéseket: a moke un taki („ez ad nekünk beszédet”), masa gado te baka ben ye („Uram Isten, hogy a fehér/fekete ember(?) hallotta”).

## Számítógépes kódolás
Az afaka írást javasolták felvenni az Unicode-ba. Az U+16C80 és  U+16CCF kódok ideiglenesen kijelölésre kerültek az írás számára.

## Példaszöveg
Ez valószínűleg az első levél, amelyet afaka írással készítettek. 1917 körül másolták át a Patili Molosi Buku-ba.
Az eredeti szöveg:

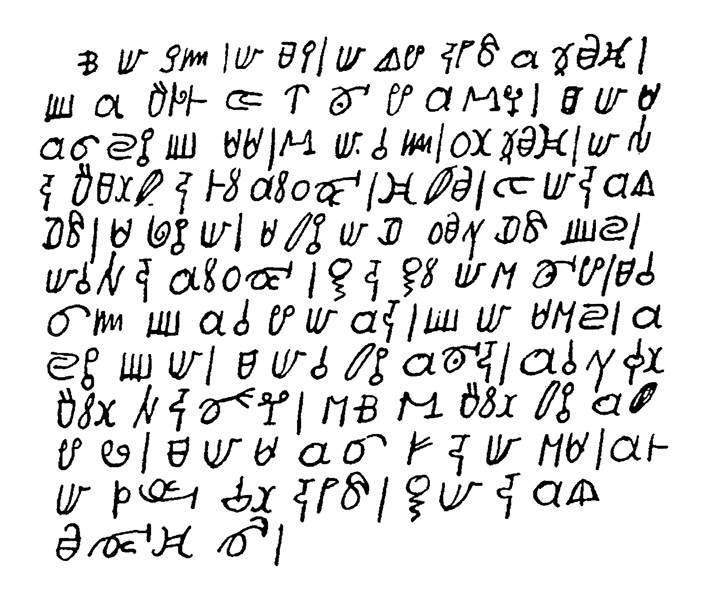
Az első afaka írással készített levél.

kee mi gadu. mi masaa. mi bigin na ini a wowtu [⟨ulotu⟩].
fu a pampila di yu be gi afaka. ma mi de
anga siki fu dede. fa mi sa du. oli wowtu. mi go
na pamalibo na lanti ati oso. tu boo [⟨bolo⟩]. di mi ná abi
moni. den yaki mi. den taki mi mu oloko moni fosi.
mi sa go na ati osu. da(n) na dati mi e begi. masaa
gadu fu a sa gi mi ana. fu mi deesi. a
siki fu mi. ma mi sa taki abena. a sa kon tyai [⟨tyali⟩]
paati [⟨patili⟩] go na ndyuka. e(n)ke fa paati taki a bun
gi wi. ma mi de anga pen na mi ede. ala
mi nosu poli na ini. da(n) mi ná abi
losutu ye.
Lefordítása:
„Ó, Istenem, Uram, azokkal a szavakkal kezdem, amelyeket Afakának adtál. De halálos beteg vagyok. Hogyan mondhatnám el? Kétszer mentem Paramaribóba, a Lands Kórházba. Mivel nincs pénzem, elüldöztek. Azt mondják, először pénzt kell keresnem, [mielőtt] kórházba mehetek. Ezért imádkozom az Úr Istenhez, hogy segítsen nekem a betegségem gyógyításában. De beszélek Abenával. Ő elviszi ezt a Ndyuka papnak. Ahogy az Atya mondja, ez jó nekem. De fáj a fejem. Az orrom belülről rohad. Szóval nincs nyugalmam, mondom neked.”

## Fordítás
Ez a szócikk részben vagy egészben  az   Afaka syllabary című angol Wikipédia-szócikk ezen változatának fordításán alapul.  Az eredeti cikk szerkesztőit annak laptörténete sorolja fel. Ez a jelzés csupán a megfogalmazás eredetét és a szerzői jogokat jelzi, nem szolgál a cikkben szereplő információk forrásmegjelöléseként.